# Зубку-Кодряну, Николае
Николае (Николай Петрович) Зубку-Кодряну (рум. Nicolae Zubcu Codreanu, 1850, дер. Нисипожни близ Кишинёва, Бессарабской губернии, Российская империя — 31 декабря 1878, Бухарест) — румынский революционный демократ, мыслитель, врач, социолог, публицист и писатель. Один из зачинателей социализма в Румынии.

## Биография
Сын диакона деревенской церкви.
В 1870‒1874 годах изучал медицину в Санкт-Петербургской Медико-хирургической академии. По профессии — врач. На мировоззрение Н.Зубку-Кодряну оказали большое влияние русские революционные демократы, кроме того, некоторую роль сыграло знакомство с трудами Маркса и Энгельс. В студенческие годы участвовал в деятельности народнических кружков. Преследовался царской охранкой.
После возвращения в конце 1874 г. на родину, Н.Зубку-Кодряну основал первые социалистические кружки (в Яссах и Бухаресте). Члены кружков вели социалистическую пропаганду в учебных заведениях, помогали перевозить запрещённую революционную литературу в Россию. Участвовал в издании первой румынской социалистической газеты «Сочиалистул» («Socialistui»; 1-й номер вышел 26 мая 1877).
Революционер и крестьянский социалист-народник, Н.Зубку-Кодряну отстаивал идею революции, беспощадно критиковал сторонников социальных реформ.
Н.Зубку-Кодряну писал 

«Капиталистическое общество со своими учреждениями, подобно червю, которого, чтобы уничтожить, нельзя оставить ни одного кусочка, чтобы он не возродился вновь… Эту истину забывают наши современники, которые хотят временно облегчающими средствами вылечить все болезни общества»— «Документы из истории Румынии» – "Documente privind istoria României", v. 1, pt. 1, Buc, p. 510
.
Исходя из формулы Прудона «собственность — это кража», Н.Зубку-Кодряну требовал ликвидации частной и установления общественной собственности. Он был страстным поборником свободы и дружбы народов.
Материализм в его воззрениях проявлялся, главным образом, в критике им религии, в разоблачении её классовых корней и реакционной роли. Социально-экономическая отсталость Молдавии и Румынии 1870-х гг., а также влияние философии Спенсера помешали Н.Зубку-Кодряну понять сущность марксистского учения.
Работал врачом. Был одним из первых медиков, занимавшихся социологическими проблемами в Румынии. Связывал состояние здоровья населения с условиями общественной жизни. Подпольно перевозил румынскую литературу в Россию, в том числе, школьные учебники. Во время русско-турецкой войны (1877—1878) отправил груз революционной литературы русским солдатам, находившимся на территории Румынии.
Умер от болезни.

## Избранные труды
- «О государстве, собственности и семье», 1880
- «Румыния», «Община», Женева, 1878, No 3-4, с. 46-48 (псевд. Н. Драгом);
- Письма в книге: «Istrati С., О pagină din socialismul rom in», (Бухарест, 1880); в рус. пер. в кн.: «Передовые румынские мыслители XVIII—XIX вв.», М., 1961.